# Венгерская мифология
Венгерская мифология — мифология венгров, включающая в себя мифы, легенды, сказки и другие формы религиозных представлений. Часть общей финно-угорской мифологии. Большая часть венгерской мифологии, как считается, была утрачена, лишь некоторые тексты могут быть классифицированы как мифологические. Тем не менее, значительное количество венгерских мифов было успешно восстановлено в последние 100 лет. Важнейшими источниками венгерской мифологии являются:
- Фольклор, так как многие мифологические фигуры сохранились в народных сказках, песнях, легендах, а также особых традициях, связанных с особыми датам, которые не известны у других народов;
- Средневековые хроники, кодексы;
- Записи о венграх невенгерскими авторами;
- Археологические исследования.

## Краткое описание
В венгерской мифологии мир делится на три части: Верхний мир (Felső világ) — родина богов, Средний мир (Középső világ) — мир, который видим человеку, Подземный мир (Alsó világ). В центре мира стоит высокое дерево: Мировое древо / Дерево жизни (Világfa / Életfa). Его крона находится в Верхнем мире. Средний мир находится на стволе, подземный — вокруг корней. В некоторых рассказах у дерева встречаются плоды: золотые яблоки.

### Верхний мир
Боги и добрые души людей живут в верхнем мире. Боги равны между собой, хотя и наиболее важной фигурой из них является Иштен (что по-венгерски означает «Бог»). Он управляет миром, формирует судьбу человека, следит за Средним миром с неба, а иногда и испускает молнии. Иштен создал мир с помощью Эрдёга («дьявола»). Другие божества: Иштенанья («Божья Мать») и Хадур («Бог Войны»).
Солнце и Луна также находятся в Высшем мире. Небо в венгерской мифологии представлялось как большой шатёр, поднятый на Мировом Древе. Звезды представлялись отверстиями в шатре.

### Средний мир
Средний мир является домом для людей и мифологических существ, во многих случаях сверхъестественных. Существуют призраки лесов и водоёмов, пугающие людей. Они имеют разные названия в разных местах. В венгерской мифологии существует представление о Шелло (морской деве), которая живет в воде, имеет туловище человека и хвост рыбы. Ветер управляется старухой Села-ней (матерью ветра) или Селкираем (королём ветра). Шаркань — дракон со змеевидным телом и крыльями, он является врагом героев в мифах и сказках. Лидерц (Lidérc, в чувашской и мокшанской мифологии ему соответствует Куйгараш) является призрачным, таинственным существом. Маноки (эльфы/гоблины) и тёрпеки (карлики) — хитрые существа, живущие в лесу или под землей. Ориасоки (гиганты) живут в горах. Самыми любимыми существами венгерских мифов являются тюндереки (феи) — красивые и молодые девушки. Они помогают людям, иногда могут исполнять желания. Их противоположностями являются бабаки — злые, старые ведьмы.

### Подземный мир
Подземный мир — это место обитания плохих душ (в том числе злых духов и душ умерших людей, бывших злыми и жестокими в земной жизни), и дом Эрдёга. Он является создателем всего плохого для людей, например, блох, мух и вшей.

## Религия
Согласно одной из теорий древней венгерской религией являлась одна из форм тенгрианства, шаманской религии, распространенной среди тюркских, уральских и монгольских народов, появившимся под влиянием зороастризма от персов, с которыми венгры контактировали во время миграции на запад.
Шаманы в венгерской религии назывались талтоши. Их души могли путешествовать между тремя мировыми сферами. Талтоши также были врачами. Они выбирались судьбой, признаками будущего шамана являлись небольшие отклонения у новорожденного, например уже появившиеся зубы, лишние пальцы и т. п.
Шаманы имели возможность общения с духами с помощью специальных ритуалов и молитв. Таким образом они интерпретировали сны, были посредниками между людьми и духами, снимали порчу и могли найти и вернуть потерянные души. Они совершали жертвоприношения и могли узнать причину гнева предков.
В представлениях древних венгров после смерти душа человека покидает тело. Тело хоронили на другом берегу реки, головой на восток. Дальнейший путь души зависел от деяний человека при жизни: хорошая душа попадала в Верхний мир, плохая — в Подземный.
В мифологии древних венгров присутствовали элементы тотемизма. Особенно известна мифическая хищная птица Турул, первопредок и тотем династии Арпадов.